# Martina Bühler
Martina Bühler (1986) è un'ex sciatrice alpina svizzera.

## Biografia
Originaria di Savognin e attiva in gare FIS dal dicembre del 2001, in Coppa Europa la Bühler esordì il 24 febbraio 2003 a Innerkrems in discesa libera (44ª), ottenne i migliori piazzamenti in supergigante il 20 dicembre 2003 a Ponte di Legno/Passo del Tonale e l'8 marzo 2004 in Sierra Nevada (4ª) e prese per l'ultima volta il via il 5 febbraio 2007 ad Abetone in slalom gigante (55ª). Si ritirò al termine di quella stessa stagione 2006-2007 e la sua ultima gara fu lo slalom speciale dei Campionati svizzeri 2007, disputato il 25 marzo a Veysonnaz e non completato dalla Bühler; in carriera non debuttò in Coppa del Mondo né prese parte a rassegne olimpiche o iridate.

## Palmarès

### Coppa Europa
- Miglior piazzamento in classifica generale: 33ª nel 2004

#### Coppa Europa - gare a squadre
- 1 podio:
  - 1 vittoria

### Campionati svizzeri
- 1 medaglia:
  - 1 bronzo (combinata[senza fonte] nel 2003)